# Luca Schnellbacher
Luca Schnellbacher (Höchst im Odenwald, 6 maggio 1994) è un calciatore tedesco, centrocampista dell'Elversberg.

## Carriera
Cresciuto nelle giovanili di Darmstadt ed Eintracht Francoforte, nel 2013 è passato al Wehen Wiesbaden con cui ha debuttato il 27 luglio 2013 nell'incontro di 3. Liga vinto 4-0 contro lo Kickers Stoccarda. Ha segnato il suo primo gol il 9 novembre seguente decidendo la trasferta contro il Chemnitz terminata 2-1.
Dopo quattro stagioni con i rossoneri in cui ha realizzato 18 reti in 117 partite, nel luglio del 2017 è stato acquistato dall'Aalen, dove è rimasto fino al 2019. Acquistato dal Preußen Münster, vi è rimasto per una sola stagione per poi firmare con l'Elversberg in Regionalliga. Con i bianconeri ha conquistato una doppia promozione dalla Regionalliga alla 2. Bundesliga, risultando il capocannoniere della squadra nella stagione 2022-2023, nella quale è stato nominato capitano.

## Statistiche

### Presenze e reti nei club
Statistiche aggiornate al 31 marzo 2025.
| Stagione               | Squadra                | Campionato             | Campionato | Campionato | Coppe nazionali | Coppe nazionali | Coppe nazionali | Coppe continentali | Coppe continentali | Coppe continentali | Altre coppe | Altre coppe | Altre coppe | Totale | Totale | Totale |
| Stagione               | Squadra                | Comp                   | Pres       | Reti       | Comp            | Pres            | Reti            | Comp               | Pres               | Reti               | Comp        | Pres        | Reti        | Pres   | Reti   |        |
| ---------------------- | ---------------------- | ---------------------- | ---------- | ---------- | --------------- | --------------- | --------------- | ------------------ | ------------------ | ------------------ | ----------- | ----------- | ----------- | ------ | ------ | ------ |
| 2013-2014              | Wehen Wiesbaden II     | OL                     | 6          | 3          | -               | -               | -               | -                  | -                  | -                  | -           | -           | -           | 6      | 3      |        |
| 2013-2014              | Wehen Wiesbaden        | 3L                     | 26         | 4          | CG              | 0               | 0               | -                  | -                  | -                  | -           | -           | -           | 26     | 4      |        |
| 2014-2025              | Wehen Wiesbaden        | 3L                     | 37         | 4          | CG              | 1               | 0               | -                  | -                  | -                  | -           | -           | -           | 38     | 4      |        |
| 2015-2016              | Wehen Wiesbaden        | 3L                     | 30         | 8          | CG              | 0               | 0               | -                  | -                  | -                  | -           | -           | -           | 30     | 8      |        |
| 2016-2017              | Wehen Wiesbaden        | 3L                     | 23         | 2          | CG              | 0               | 0               | -                  | -                  | -                  | -           | -           | -           | 23     | 2      |        |
| Totale Wehen Wiesbaden | Totale Wehen Wiesbaden | Totale Wehen Wiesbaden | 116        | 18         |                 | 1               | 0               |                    | -                  | -                  |             | -           | -           | 117    | 18     |        |
| 2017-2018              | Aalen                  | 3L                     | 35         | 10         | CG              | 0               | 0               | -                  | -                  | -                  | -           | -           | -           | 35     | 10     |        |
| 2018-2019              | Aalen                  | 3L                     | 36         | 3          | CG              | 0               | 0               | -                  | -                  | -                  | -           | -           | -           | 36     | 3      |        |
| Totale Aalen           | Totale Aalen           | Totale Aalen           | 71         | 13         |                 | 0               | 0               |                    | -                  | -                  |             | -           | -           | 71     | 13     |        |
| 2019-2020              | Preußen Münster        | 3L                     | 33         | 5          | CG              | 0               | 0               | -                  | -                  | -                  | -           | -           | -           | 33     | 5      |        |
| 2020-2021              | Elversberg             | RL                     | 35         | 14         | CG              | 2               | 2               | -                  | -                  | -                  | -           | -           | -           | 37     | 16     |        |
| 2021-2022              | Elversberg             | RL                     | 33         | 10         | CG              | 1               | 2               | -                  | -                  | -                  | -           | -           | -           | 34     | 12     |        |
| 2022-2023              | Elversberg             | 3L                     | 27         | 14         | CG              | 2               | 1               | -                  | -                  | -                  | -           | -           | -           | 29     | 15     |        |
| 2023-2024              | Elversberg             | 2L                     | 30         | 8          | CG              | 1               | 0               | -                  | -                  | -                  | -           | -           | -           | 31     | 8      |        |
| 2024-2025              | Elversberg             | 2L                     | 25         | 6          | CG              | 2               | 1               | -                  | -                  | -                  | -           | -           | -           | 27     | 7      |        |
| Totale Elversberg      | Totale Elversberg      | Totale Elversberg      | 150        | 52         |                 | 8               | 6               |                    | -                  | -                  |             | -           | -           | 158    | 58     |        |
| Totale carriera        | Totale carriera        | Totale carriera        | 376        | 91         |                 | 9               | 6               |                    | -                  | -                  |             | -           | -           | 185    | 97     |        |

## Palmarès

### Club

#### Competizioni nazionali
- Regionalliga: 1

Elversberg: 2021-2022 (Südwest)
- 3. Liga: 1

Elversberg: 2022-2023